# Westelijke struiksluiper
De westelijke struiksluiper (Calamanthus montanellus) is een zangvogel uit de familie Acanthizidae (Australische zangers).

## Verspreiding en leefgebied
Deze soort is endemisch in het zuidwesten van West-Australië.

## Status
De grootte van de populatie is niet gekwantificeerd maar de soort wordt omschreven als onvoorspelbaar, maar plaatselijk soms vrij algemeen. Op de Rode lijst van de IUCN heeft deze soort de status niet bedreigd.